# Sall-Thorsø Pastorat
Sall-Thorsø pastorat var et pastorat, som bestod af Sall Sogn som hovedsogn og Thorsø Sogn som annekssogn. Det er uvist, hvornår pastoratet er oprettet; men det er formentlig sket før reformationen.
Præstegården lå umiddelbart øst for Sall Kirke. Som præster i sognet kendes:
- Jens Mikkelsen (1580)
- Niels Christensen (1629)

Pastoratet blev opløst ved kongelig reskript af 12. juli 1673. Herefter blev Thorsø Sogn anneks til Vejerslev-Aidt Pastorat, mens Sall Sogn blev anneks til Hammel-Voldby Pastorat. Baggrunden for ændringen har formentlig været, at sognepræsten i Vejerslev-Aidt Mogens Grave ønskede et større pastorat og dermed bedre indtægter. Hans bror Erik Grave var biskop i Århus og kunne derfor opfylde dette ønske.